# Полунчуков, Денис Сергеевич
Дени́с Серге́евич Полунчуко́в (род. 23 сентября 1983 года, Новомосковск) — российский телеведущий и журналист. Ведущий программы «Вести» на телеканале «Россия-1» (С 2016 года).

## Биография
Родился 23 сентября 1983 года в городе Новомосковск Тульской области. Вскоре с семьёй переехал в Новый Уренгой, где окончил среднюю школу № 8. В 2000 году вернулся в Новомосковск.
В 2005 году окончил факультет кибернетики Новомосковского института Российского химико-технологического университета по специальности «Автоматизация технологических процессов и производств». В 2019 году получил второе высшее образование по специальности «Менеджмент».

## Карьера
С 2004 по 2008 год работал в ТРК «ТНТ-Новомосковск», где был оператором эфира, корреспондентом, телеведущим и заместителем директора. В 2008 году переехал в Москву.
В 2008—2012 годах работал корреспондентом и радиоведущим на радиостанции «Милицейская волна».
В 2010 году перешёл работать на телеканал «Россия-1». В 2011—2016 годах был корреспондентом и ведущим программы «Вести. Дежурная часть», параллельно до 2012 года вёл программу «Московский патруль» на телеканале «Москва 24», до 27 мая 2015 года оставаясь её корреспондентом.
С 1 июля 2015 по 30 июля 2016 года был ведущим вечернего линейного эфира на телеканале «Москва 24».
С 1 августа 2016 года является ведущим выпусков программы «Вести» на телеканале «Россия-1» на центральную часть страны в 9:00 и 14:00 по будням и в 11:00 и 17:00 в субботу и воскресенье.
8 января 2020 года в 16:00 вышел специальный выпуск, посвящённый крушению самолёта украинской авиакомпании МАУ Boeing 737 в Иране, а 2 апреля плановый выпуск «Вестей» в 17:00 на Европейскую часть России вышел на 5 минут раньше обычного и содержал прямую трансляцию обращения президента Российской Федерации Владимира Путина по коронавирусу. Данные спецвыпуски провёл Полунчуков.

## Общественная деятельность
С 2017 года регулярно принимает участие в крупных федеральных форумах по молодёжной политике в качестве модератора и спикера.
В 2017 году был официальным послом от Тульской области на XIX Всемирном фестивале молодёжи и студентов, за проведённую работу был награждён памятной медалью «За вклад в подготовку и проведение XIX Всемирного фестиваля молодёжи и студентов». Также в 2017 году был ведущим и модератором форума «Россия — страна возможностей».
В 2019 году был модератором форума «Машук» в Пятигорске и форума «Доброволец России-2019» в Сочи.
С 2019 года проводит познавательные и воспитательные встречи со школьниками в разных регионах России совместно с Российским движением школьников.
Сотрудничает с волонтёрскими организациями, в том числе ВОД «Волонтёры Победы».
23 сентября 2022 года вместе с военным корреспондентом Первого канала Ириной Куксенковой провёл концерт "Своих не бросаем", организованный ОНФ и посвящённый референдумам о присоединении к России оккупированных территорий Украины.

## Фильмография
- 2010 — Рысь — в эпизоде
- 2016 — Ёлки 5 — камео